# Carpococcyx radiceus
Carpococcyx radiceus là một loài chim trong họ Cuculidae.